# K.J. McDaniels
K.J. McDaniels (ur. 9 lutego 1993 w Birmingham) – amerykański koszykarz, występujący na pozycjach obrońcy oraz skrzydłowego, obecnie zawodnik TNT Ka Tropa.
23 lutego 2017 został wysłany do Brooklyn Nets w zamian za zobowiązania gotówkowe. 21 sierpnia został zawodnikiem Toronto Raptors. 22 października został zwolniony.

## Osiągnięcia
Stan na 22 listopada 2019, na podstawie, o ile nie zaznaczono inaczej.
NCAA
- Obrońca roku konferencji Atlantic Coast (ACC – 2014)[4]
- Zaliczony do:
  - I składu:
    - ACC (2014)
    - defensywnego ACC (2014)
    - turnieju Charleston Classic (2014)